# Mount Pleasant (Karolina Północna)
Mount Pleasant – miasto w Stanach Zjednoczonych, w stanie Karolina Północna, w hrabstwie Cabarrus.